# کارل رینیرز
کارل رینیرز (انگلیسی: Carel Reyniersz؛ 1604 – ۱۶۵۳ (۴۸−۴۹ سال))فرماندار کل هند شرقی هلند و سیاستمدار اهل هلند بود.او در سال ۱۶۰۴ (یا شاید ۱۶۰۲) در آمستردام متولد شد. او در سال ۱۶۲۷ به هند شرقی رفت.وی در سال ۱۶۳۵ به فرمانداری ساحل کوروماندل ارتقا یافت.وی در سال ۱۶۳۸ به عنوان دریاسالار با ناوگان به آمستردام بازگشت  بازگشت و در آنجا به عنوان بازرگان مشغول شد اما تمام ثروت خود را از دست داد ، بنابراین دوباره در ۳ دسامبر ۱۶۴۵ به هند شرقی بازگشت.در ۲۶ آوریل ۱۶۵۰ ، رینیرز به عنوان جانشین حاکم هند شرقی انتخاب شد ، کاری که بسیار مشتاقانه منتظر آن بود. چهار سال بعد وی برکنار شد. روسای شرکت از حکومت ضعیف وی ناراضی بودند. نامه اخراج وی در هلند هنوز وجود دارد. و نشان می دهد که وی برکنار شده است زیرا او قادر به انجام وظایف اداری خود ، به ویژه حفظ صلح نبوده است. این نامه هرگز ارسال نشد  زیرا وی در باتاویا ، هند شرقی هلند درگذشت و به خاک سپرده شد سپس جوآن ماتسویکر به عنوان فرماندار کل جانشین وی شد.